# Lista över fornlämningar i Båstads kommun (Förslöv)
Lista över fornlämningar i Båstads kommun (Förslöv) är en förteckning av ett urval av de fornlämningar som finns i Förslöv i Båstads kommun.
| Namn                                      | Lämningstyp                 | Tillkomsttid | Historisk indelning | Plats | Läge                 | ID-nr          | Bild                                 |
| ----------------------------------------- | --------------------------- | ------------ | ------------------- | ----- | -------------------- | -------------- | ------------------------------------ |
| Förslöv 2:1                               | Hög                         |              | Förslöv, Skåne      |       | 56.337621, 12.843460 | 10104600020001 | Ladda upp en bild av detta fornminne |
| Förslöv 2:2                               | Stensättning                |              | Förslöv, Skåne      |       | 56.337658, 12.843739 | 10104600020002 | Ladda upp en bild av detta fornminne |
| Förslöv 3:1                               | Hög                         |              | Förslöv, Skåne      |       | 56.342891, 12.841063 | 10104600030001 | Ladda upp en bild av detta fornminne |
| Förslöv 5:1                               | Hög                         |              | Förslöv, Skåne      |       | 56.355682, 12.816649 | 10104600050001 | Ladda upp en bild av detta fornminne |
| Förslöv 6:1                               | Hög                         |              | Förslöv, Skåne      |       | 56.356365, 12.817092 | 10104600060001 | Ladda upp en bild av detta fornminne |
| Förslöv 6:2                               | Grav markerad av sten/block |              | Förslöv, Skåne      |       | 56.356247, 12.816873 | 10104600060002 | Ladda upp en bild av detta fornminne |
| Förslöv 6:3                               | Hög                         |              | Förslöv, Skåne      |       | 56.356145, 12.817209 | 10104600060003 | Ladda upp en bild av detta fornminne |
| Förslöv 6:4                               | Hög                         |              | Förslöv, Skåne      |       | 56.356777, 12.817011 | 10104600060004 | Ladda upp en bild av detta fornminne |
| Förslöv 7:1                               | Hög                         |              | Förslöv, Skåne      |       | 56.357097, 12.817919 | 10104600070001 | Ladda upp en bild av detta fornminne |
| Förslöv 7:2                               | Grav markerad av sten/block |              | Förslöv, Skåne      |       | 56.357019, 12.817738 | 10104600070002 | Ladda upp en bild av detta fornminne |
| Förslöv 7:3                               | Grav markerad av sten/block |              | Förslöv, Skåne      |       | 56.357040, 12.817606 | 10104600070003 | Ladda upp en bild av detta fornminne |
| Förslöv 7:4                               | Hög                         |              | Förslöv, Skåne      |       | 56.356940, 12.818231 | 10104600070004 | Ladda upp en bild av detta fornminne |
| Förslöv 8:1                               | Hög                         |              | Förslöv, Skåne      |       | 56.360077, 12.826176 | 10104600080001 | Ladda upp en bild av detta fornminne |
| Förslöv 9:1                               | Hög                         |              | Förslöv, Skåne      |       | 56.360617, 12.826861 | 10104600090001 | Ladda upp en bild av detta fornminne |
| Förslöv 12:1                              | Hög                         |              | Förslöv, Skåne      |       | 56.360791, 12.778111 | 10104600120001 | Ladda upp en bild av detta fornminne |
| Kostenen (Förslöv 13:1)                   | Grav markerad av sten/block |              | Förslöv, Skåne      |       | 56.351419, 12.747465 | 10104600130001 | Ladda upp en bild av detta fornminne |
| Hofvalshög (Förslöv 15:1)                 | Hög                         |              | Förslöv, Skåne      |       | 56.348852, 12.751354 | 10104600150001 | Ladda upp en bild av detta fornminne |
| Lussehöj (Förslöv 16:1)                   | Hög                         |              | Förslöv, Skåne      |       | 56.339320, 12.753005 | 10104600160001 | Ladda upp en bild av detta fornminne |
| Lussehöj (Förslöv 16:2)                   | Hög                         |              | Förslöv, Skåne      |       | 56.339058, 12.753679 | 10104600160002 | Ladda upp en bild av detta fornminne |
| Käringastenen (Förslöv 17:1)              | Grav markerad av sten/block |              | Förslöv, Skåne      |       | 56.342335, 12.779588 | 10104600170001 | Ladda upp en bild av detta fornminne |
| Förslöv 18:1                              | Hög                         |              | Förslöv, Skåne      |       | 56.346980, 12.809741 | 10104600180001 | Ladda upp en bild av detta fornminne |
| Förslöv 20:1                              | Stensättning                |              | Förslöv, Skåne      |       | 56.349578, 12.830214 | 10104600200001 | Ladda upp en bild av detta fornminne |
| Förslöv 22:1                              | Hög                         |              | Förslöv, Skåne      |       | 56.350896, 12.843320 | 10104600220001 | Ladda upp en bild av detta fornminne |
| Förslöv 24:1                              | Hällristning                |              | Förslöv, Skåne      |       | 56.360599, 12.782826 | 10104600240001 | Ladda upp en bild av detta fornminne |
| Förslöv 24:2                              | Hällristning                |              | Förslöv, Skåne      |       | 56.360599, 12.782826 | 10104600240002 | Ladda upp en bild av detta fornminne |
| Förslöv 30:1                              | Hög                         |              | Förslöv, Skåne      |       | 56.362361, 12.811672 | 10104600300001 | Ladda upp en bild av detta fornminne |
| Förslöv 35:1                              | Hög                         |              | Förslöv, Skåne      |       | 56.352307, 12.752276 | 10104600350001 | Ladda upp en bild av detta fornminne |
| Förslöv 44:1                              | Hällristning                |              | Förslöv, Skåne      |       | 56.343574, 12.835188 | 10104600440001 | Ladda upp en bild av detta fornminne |
| Förslöv 45:1                              | Hög                         |              | Förslöv, Skåne      |       | 56.343734, 12.840984 | 10104600450001 | Ladda upp en bild av detta fornminne |
| Förslöv 46:1                              | Hög                         |              | Förslöv, Skåne      |       | 56.342001, 12.843723 | 10104600460001 | Ladda upp en bild av detta fornminne |
| Förslöv 48:1                              | Hög                         |              | Förslöv, Skåne      |       | 56.336446, 12.839816 | 10104600480001 | Ladda upp en bild av detta fornminne |
| Förslöv 49:1                              | Hög                         |              | Förslöv, Skåne      |       | 56.336011, 12.841303 | 10104600490001 | Ladda upp en bild av detta fornminne |
| Förslöv 54:1                              | Hällristning                |              | Förslöv, Skåne      |       | 56.352095, 12.824559 | 10104600540001 | Ladda upp en bild av detta fornminne |
| Förslöv 55:1                              | Hällristning                |              | Förslöv, Skåne      |       | 56.350274, 12.827304 | 10104600550001 | Ladda upp en bild av detta fornminne |
| Förslöv 64:1                              | Hög                         |              | Förslöv, Skåne      |       | 56.339206, 12.755846 | 10104600640001 | Ladda upp en bild av detta fornminne |
| Förslöv 77:1                              | Stensättning                |              | Förslöv, Skåne      |       | 56.355796, 12.851700 | 10104600770001 | Ladda upp en bild av detta fornminne |
| Förslöv 90:1                              | Stenkrets                   |              | Förslöv, Skåne      |       | 56.356808, 12.822118 | 10104600900001 | Ladda upp en bild av detta fornminne |
| Klackhögen m. fl. (Förslöv 156:1)         | Hög                         |              | Förslöv, Skåne      |       | 56.362677, 12.810441 | 10104601560001 | Ladda upp en bild av detta fornminne |
| Lommalyckehögen (enl. F11 (Förslöv 157:1) | Hög                         |              | Förslöv, Skåne      |       | 56.345208, 12.780063 | 10104601570001 | Ladda upp en bild av detta fornminne |
| Röhög (enl. F11) (Förslöv 158:1)          | Hög                         |              | Förslöv, Skåne      |       | 56.347204, 12.781191 | 10104601580001 | Ladda upp en bild av detta fornminne |
| Björsvekahögen m.fl. (Förslöv 159:1)      | Hög                         |              | Förslöv, Skåne      |       | 56.351304, 12.769346 | 10104601590001 | Ladda upp en bild av detta fornminne |